# Noée Abita
Noée Abita (París, 18 de marzo de 1999) es una actriz francesa.

## Biografía
Noée tiene orígenes sicilianos y ucranianos. Desde muy joven soñaba con ser actriz. En 2016, cuando tenía 17 años de edad, se fue con una amiga a entrevistarse con un agente de talentos. Después, conoció a Léa Mysius, que estaba buscando una joven actriz para el papel principal de su primer largometraje, Ava. Aunque el papel era de una niña de 13 años, la directora seleccionó a Noée porque su edad real y su apariencia física se ajustaban bien a las escenas de desnudos incluidas en la película. Inicialmente, Abita se negó a desvestirse pero, finalmente, dijo sentirse cómoda con la desnudez. También, por su carácter y sus problemas de visión, ella se reconoció con el personaje. Su actuación fue aclamada por la prensa y en noviembre de 2017 fue preseleccionada en los premios César a la mejor actriz revelación.

## Carrera profesional
Después de Ava, continuó su carrera en 2018 con un papel secundario en la película El gran baño, con un papel protagonista en Génesis del director canadiense Philippe Lesage y participando en algunos cortos.
En 2019 trabajó en la miniserie de televisión Une île compartiendo protagonismo con la actriz Laetitia Casta. En 2021 fue coprotagonista del drama Slalom junto al actor belga Jérémie Renier. En 2022 tuvo uno de los papeles principales en la película Los pasajeros de la noche junto a Charlotte Gainsbourg.

## Filmografía
Largometrajes
- Ava (2017)[11]
- El gran baño (2018)
- Génesis (2019)
- Mes jours de gloire (2020)
- Slalom (2021)
- Los pasajeros de la noche (2022)
- Los cinco diablos (2022)
- Maria rêve (2022)
- L'isola (2022)
- La vie sauvage (2022)
- La historia de Jim (2024)

Cortometrajes
- Odol Gorri (2017)[11]
- Nobody likes you as much as I do (2017)
- La legende (2018)
- Vint la vague (2018)
- L'âge tendre (2019)
- Love hurts (2019)
- Harmony (2020)
- Les ardents (2021)

Series de televisión
- Une île (2019)

## Reconocimientos
Premios
- Prix Lumière a la mejor actriz revelación 2021 por Slalom[12][13]
- Festival internacional de cine de Pekín 2021, mejor actriz por Slalom[14]

Nominaciones
- Premios César 2018, a la mejor actriz revelación por Ava
- Premios César 2020, a la mejor actriz revelación por Slalom